# Jarosławiec (powiat zamojski)
Jarosławiec – wieś w Polsce położona w województwie lubelskim, w powiecie zamojskim, w gminie Sitno.
W skład miejscowości wchodzą trzy sołectwa: Jarosławiec, Jarosławiec Górny, Jarosławiec Dolny. Według Narodowego Spisu Powszechnego z roku 2011 wieś liczyła 1517 mieszkańców.
Jarosławiec to największa miejscowość pod względem liczby mieszkańców w gminie Sitno. Znajdują się tu: kościół parafialny pod wezwaniem Najświętszego Serca Jezusowego, cmentarz, dwie remizy, w tym jedna użytkowana przez Ochotniczą Straż Pożarną (jednostka posiada jeden wóz strażacki), Szkoła podstawowa wraz z salą gimnastyczną oraz kompleksem boisk Orlik 2012, sklepy spożywcze, skład buraków cukrowych, kilka firm produkcyjnych, usługowych i handlowych (min. hurtownia kwiatów, dwie stacje LPG). Ze względu na bliskie położenie Zamościa miejscowość pełni funkcje noclegową w stosunku do większego ośrodka. W zachodniej części miejscowości w latach 90 powstało osiedle domków jednorodzinnych. Bliskość Zamościa jako potencjalnego rynku zbytu przyczyniła się również do powstania jednej z większych w regionie powierzchni gruntów pod szkłem.
Wieś jest siedzibą rzymskokatolickiej parafii Najświętszego Serca Jezusowego.

## Części wsi
| SIMC    | Nazwa      | Rodzaj    |
| ------- | ---------- | --------- |
| 0898082 | Koszarka   | część wsi |
| 0898099 | Reforma    | część wsi |
| 0898107 | Stara Wieś | część wsi |

## Położenie
Jarosławiec leży w południowo-zachodniej części gminy Sitno ok. 3 km na wschód od granic Zamościa przy drodze krajowej nr 74 biegnącej do przejścia granicznego w Zosinie. W bliskim sąsiedztwie położona jest linia kolejowa LHS, oraz zwykła linia kolejowa.

## Historia
Jarosławiec prawdopodobnie był założony wcześniej niż Zamość – ok. 1500 r. lub wcześniej. 10 kwietnia 1580 w Jarosławcu został podpisany akt lokacyjny Zamościa. Według spisu powszechnego z 1921 roku wieś wraz z folwarkiem zamieszkiwało 761 mieszkańców (w tym 7 Ukraińców). W okresie międzywojennym wieś należała do Gminy Nowa Osada. W trakcie okupacji niemieckiej pod koniec 1942 roku doszło do wysiedlenia mieszkańców wsi w ramach Generalnego Planu Wschodniego. W zachodniej części Jarosławca miało swoją siedzibę państwowe gospodarstwo rolne.
W latach 1954–1959 wieś należała i była siedzibą władz gromady Jarosławiec, po jej zniesieniu w gromadzie Sitno. W latach 1975–1998 miejscowość należała administracyjnie do województwa zamojskiego. Mieszkańcy Jarosławca wyznania rzymskokatolickiego, aż do utworzenia we wsi parafii w 1990 roku uczęszczali do dwóch oddalonych kościołów w Horyszowie Polskim i Zamościu.

## Demografia
Populacja Jarosławca (dane z XIX wieku bez ludności folwarku).